# توماس مارشال
توماس مارشال (به انگلیسی: Thomas Marshall) بازیکن فوتبال زادهٔ ۱۲ سپتامبر ۱۸۵۸ اهل کشور انگلستان که سابقهٔ بازی در تیم ملی فوتبال انگلستان را در کارنامهٔ خود دارد. وی در تاریخ ۱۵ مارس ۱۸۸۰ نخستین بازی ملی خود را در مقابل تیم ملی فوتبال ولز انجام داد و با حضور در ۲ بازی ملی، در تاریخ ۲۶ فوریه ۱۸۸۱ واپسین بازی ملی‌اش را در برابر تیم ملی فوتبال ولز برگزار کرد.